# Cassiano Branco
Cassiano Viriato Branco (São José, Lisbonne, 13 août 1897 — Lisbonne, 24 avril 1970) est un architecte portugais.

## Biographie
Cassiano Branco est né à Lisbonne, à proximité des restaurateurs de la paroisse de São José, en août 1897, fils de Maria de Assumpção Viriato et Cassiano José Branco, petit industriel d'Alcácer do Sal.
En 1917 il se marie avec Maria Elisa Soares Branco. En 1919, il passe les examens de l'ancien Cours général de Dessins, examen préparatoire à son admission au Cours d'Architecture qu'il achève en 1926.
Plus tard, en 1958, il appuie la candidature du général Humberto Delgado à la présidence de la République, il a ensuite été arrêté par la PIDE (police politique sous la présidence de Salazar).
Il meurt le 24 avril 1970 à Lisbonne à l'âge de 72 ans.

## Œuvres
- Grand Hotel de Luso
Luso, Aveiro

40° 23′ 05″ N, 8° 22′ 42″ O
- Théâtre Éden
Lisbonne, Lisbonne

38° 42′ 55″ N, 9° 08′ 31″ O
- ancien Cinéma Império
Lisbonne, Lisbonne

38° 44′ 11″ N, 9° 08′ 03″ O
- Colisée de Porto
Santo Ildefonso, Porto

41° 08′ 49″ N, 8° 36′ 20″ O
- Colisée de Porto
Santo Ildefonso, Porto

41° 08′ 49″ N, 8° 36′ 20″ O
- Portugal dos Pequenitos
Largo do Rossio, Coïmbre

40° 12′ 10″ N, 8° 26′ 04″ O

- La mairie de Sertã - Sertã 1927
- Théâtre Éden - Lisbonne 1932

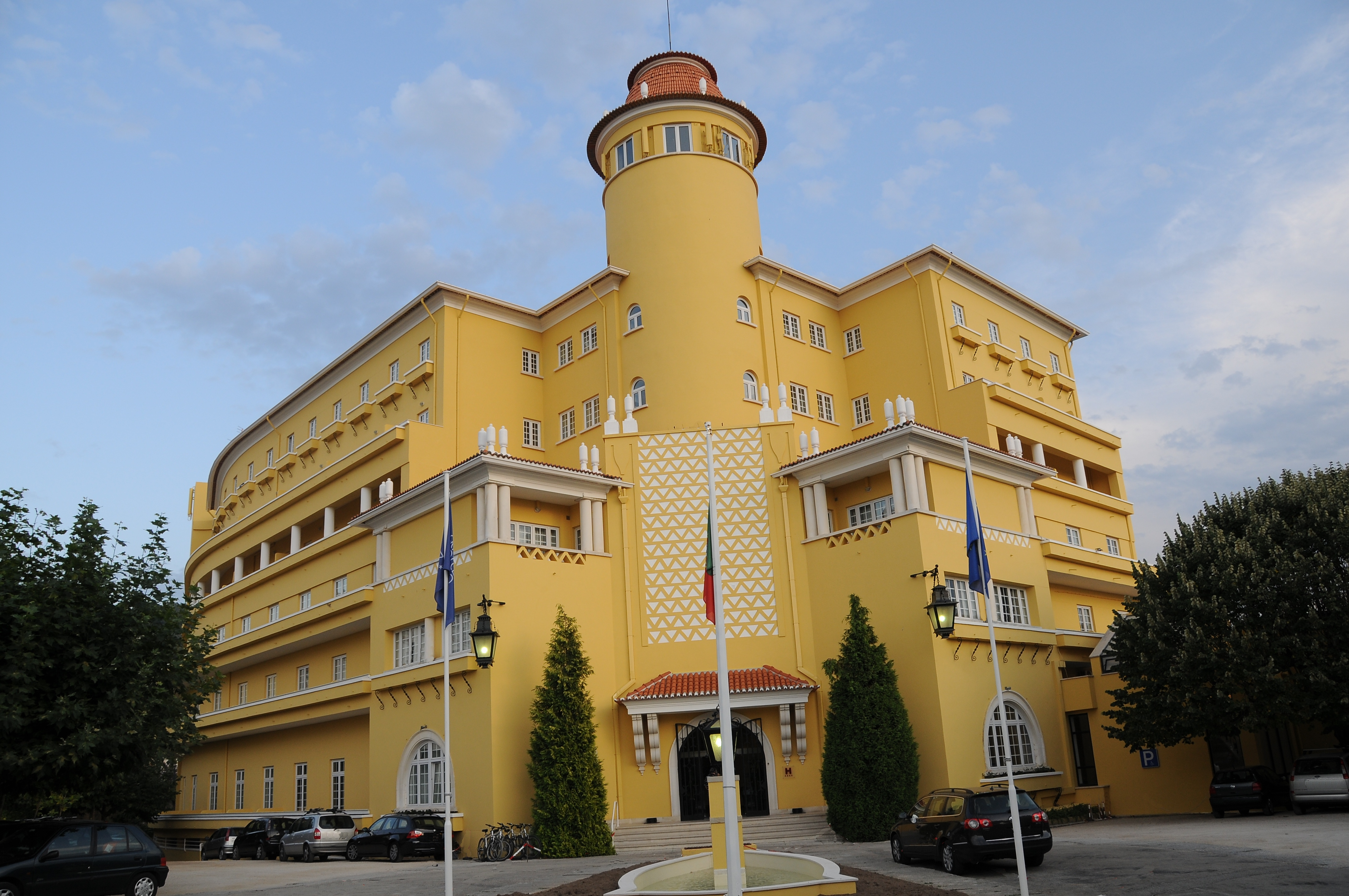
Grand Hotel de Luso Luso, Aveiro
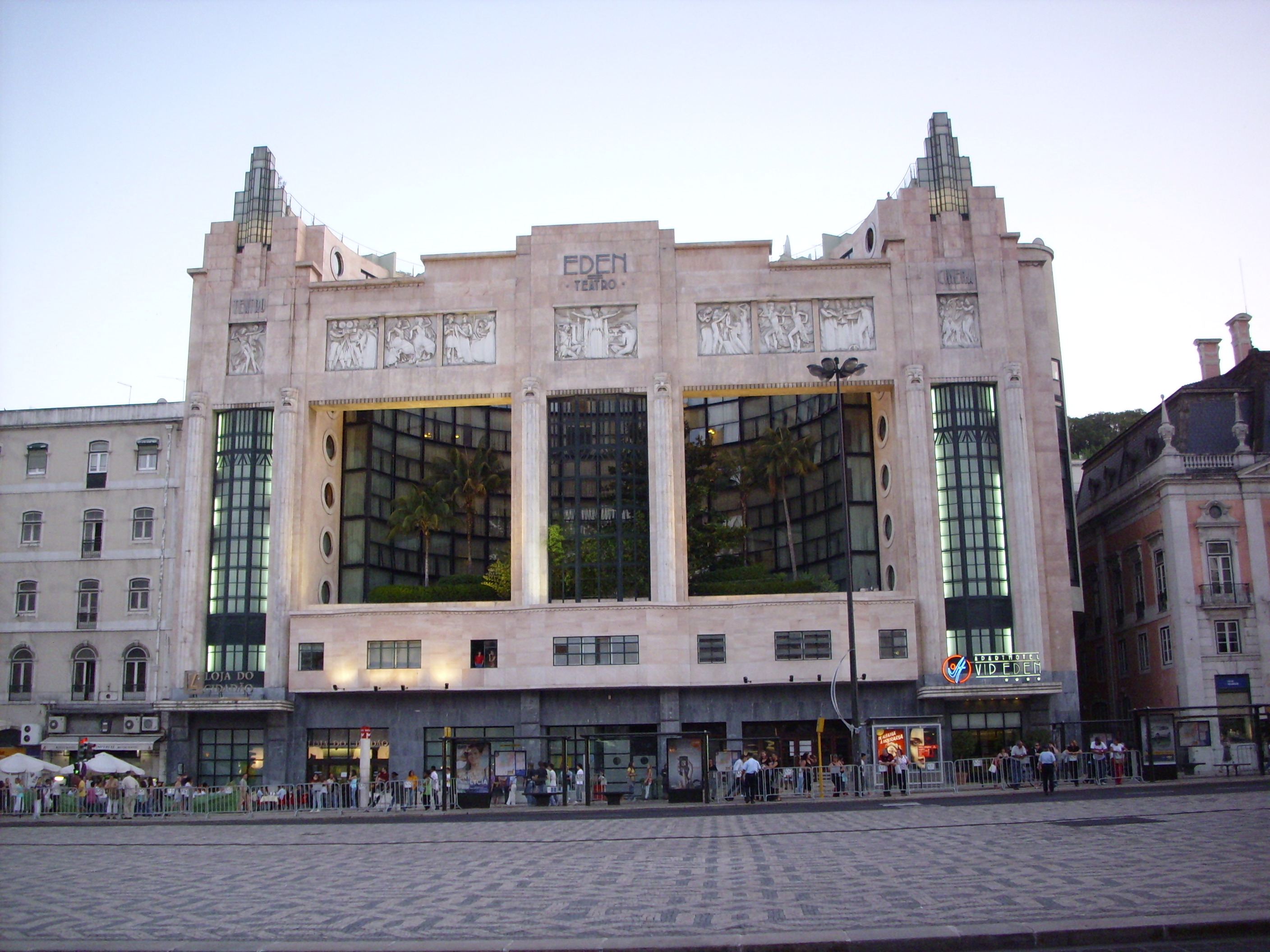
Théâtre Éden Lisbonne, Lisbonne
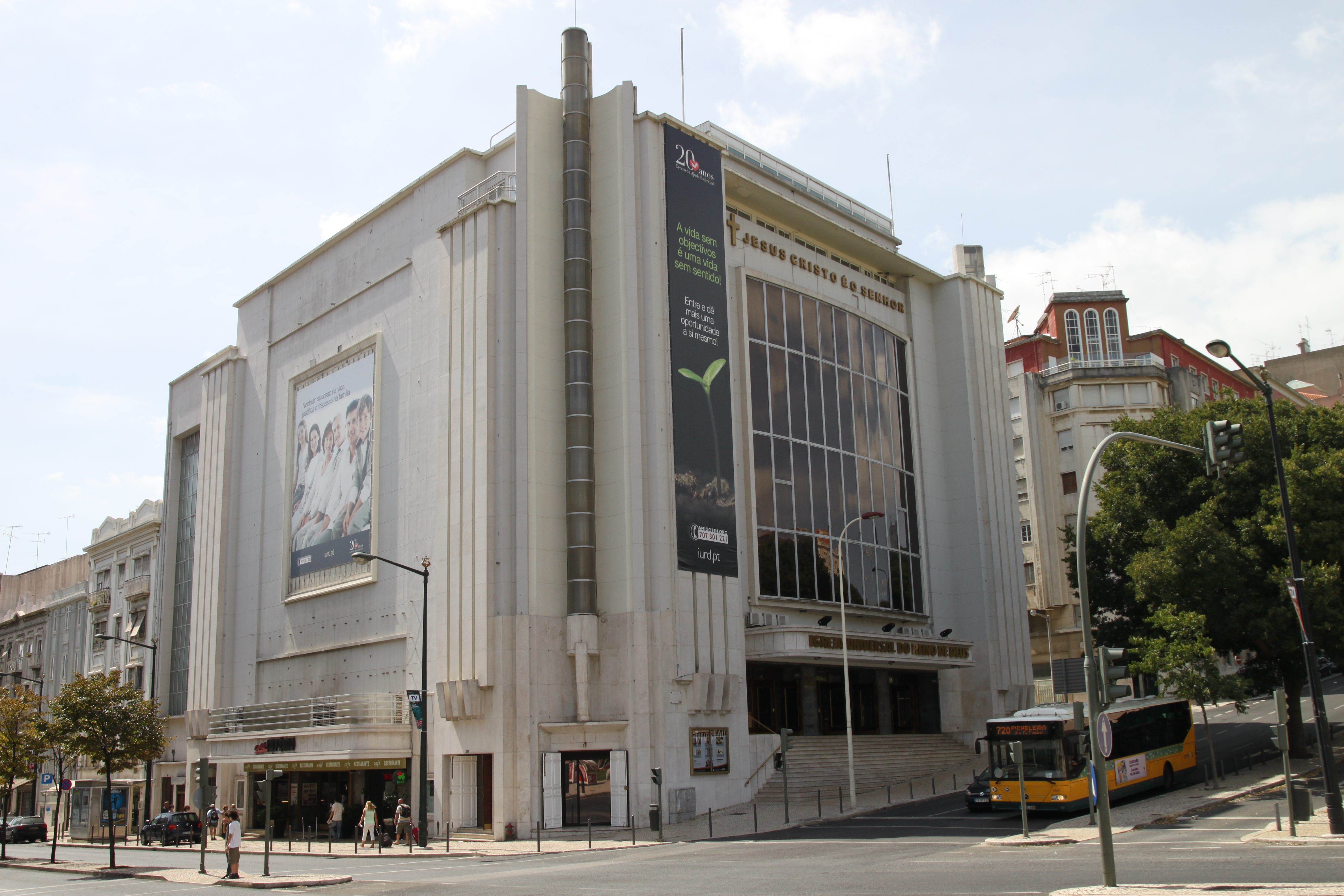
ancien Cinéma Império Lisbonne, Lisbonne
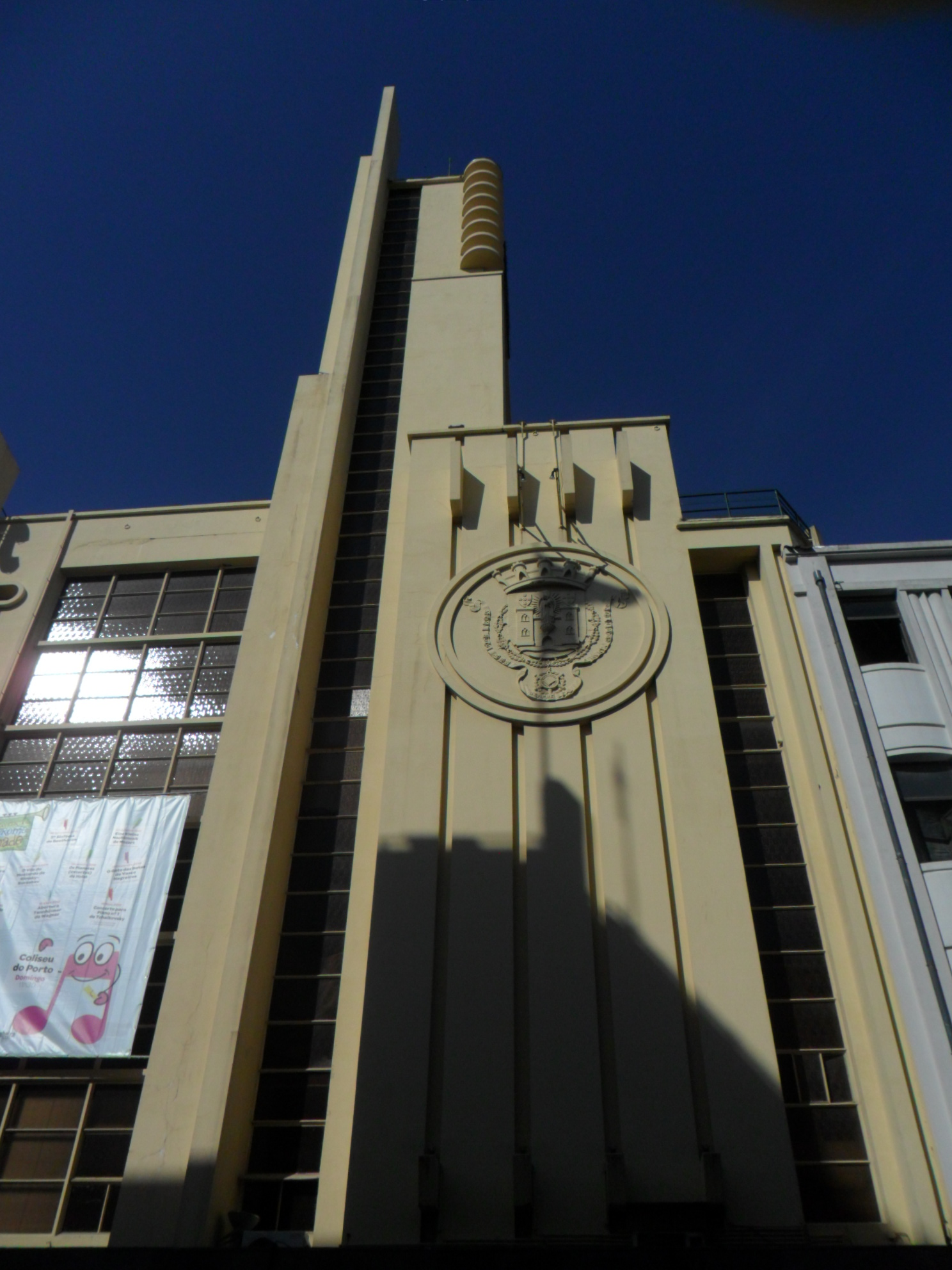
Colisée de Porto Santo Ildefonso, Porto
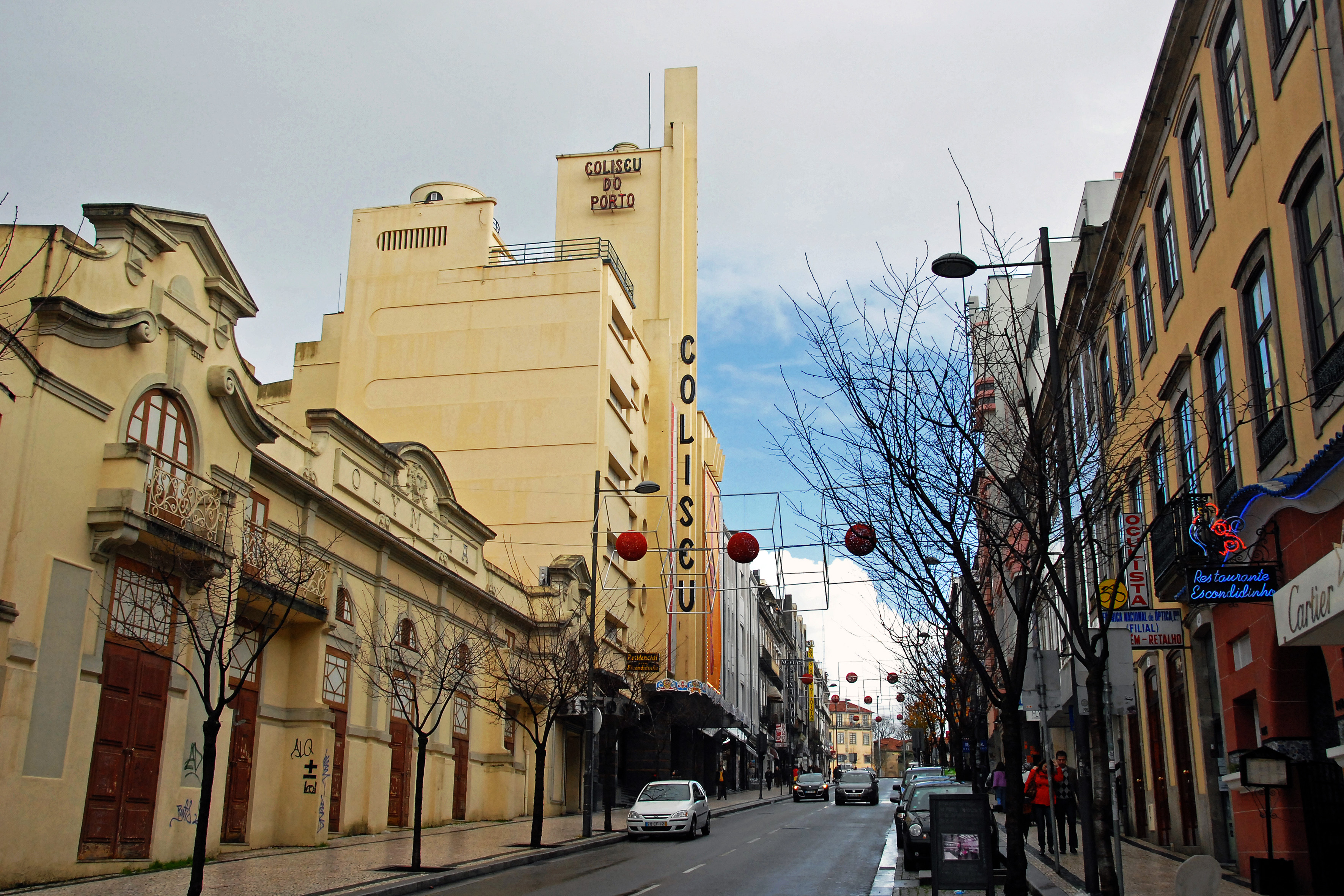
Colisée de Porto Santo Ildefonso, Porto
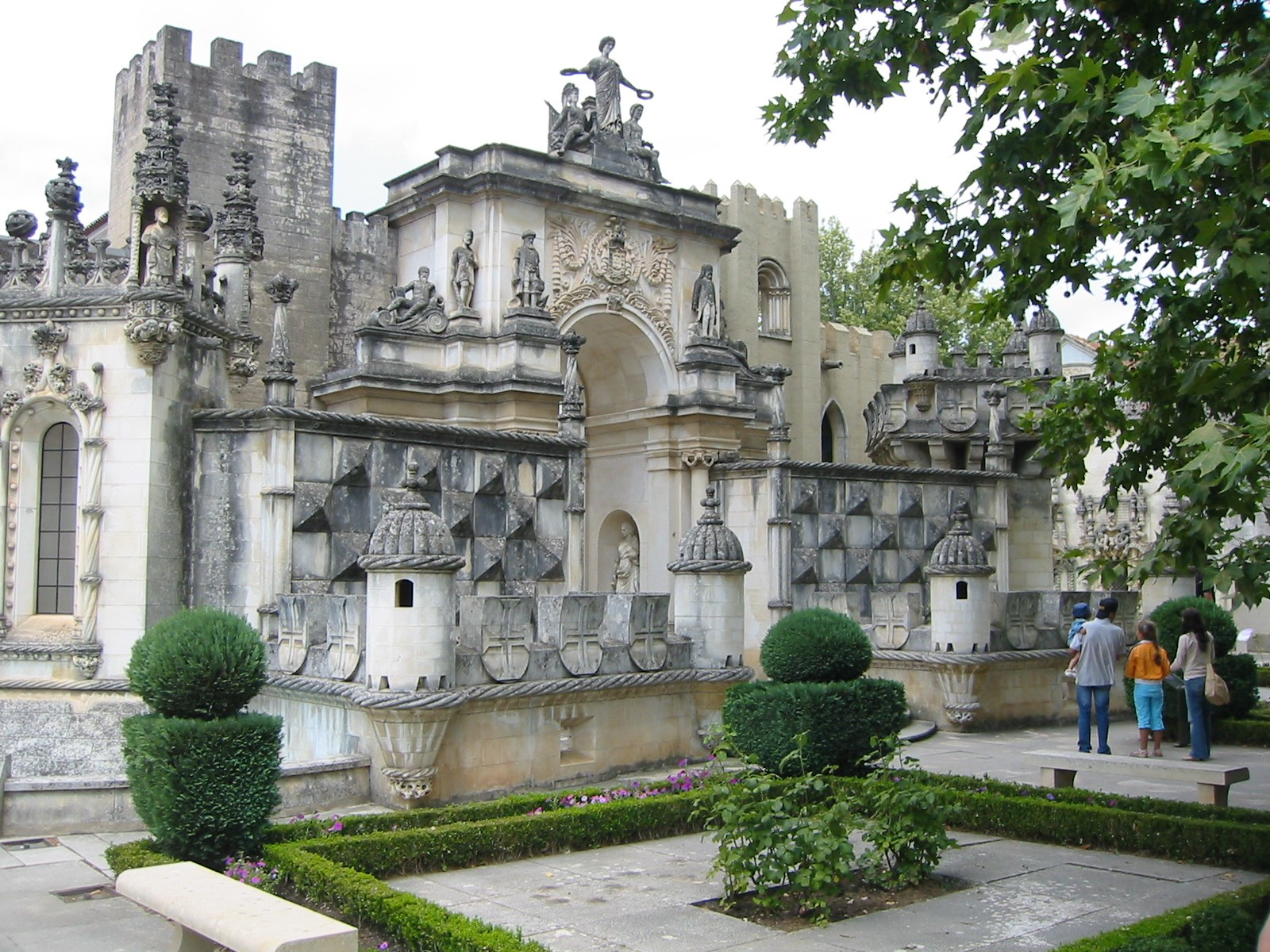
Portugal dos Pequenitos Largo do Rossio, Coïmbre

- Hotel Vitória / Av. da Liberdade 168 Lisbonne 1934 - actuellement le siège du PCP
- Grand Hotel de Luso - Luso 1938
- Colisée de Porto - Porto 1939
- Cinema Império / Cine-Teatro Império  - Lisbonne 1948
- Portugal dos Pequenitos - Coimbra 1961